# Scop-TI
Pour les articles homonymes, voir 1336 (homonymie).
Scop-TI est la Société française coopérative ouvrière provençale de Thés et Infusions une Société coopérative et participative (SCOP) fondée en 2014 à Gémenos (Bouches-du-Rhône) et issue de la reprise de l'usine Fralib, fabricante du thé Éléphant intégrée au groupe Unilever, qui annonce le 28 septembre 2010 son intention de fermer cette usine.
La coopérative produit sous ses propres marques, « 1336 » et « Scop-Ti », pour le bio et sous marque de distributeur pour la grande distribution.

## Historique

### Fondation et rachat par Unilever
En 1892, les deux frères Pétrus et Lazare Digonnet (1864-1944) créent leur entreprise d'importation et de vente de thé qui se renomme Société des Thés de l’Éléphant en 1927. Elle fusionne en 1967 avec la Compagnie commerciale Unité, puis est reprise par le groupe multinational Unilever en 1975. La marque Éléphant est intégrée en 1977 à Fralib. Les salariés protestent en 2003 contre la décision d'Unilever d'abandonner les arômes naturels au profit d’arômes chimiques dans la confection de ses productions.

### Conflit social
Le 28 septembre 2010, Unilever annonce le projet de fermer cette usine et le transfert de sa production en Pologne. Les salariés et leurs organisations syndicales CGT et CFE-CGC décident alors d'occuper l'usine pour le maintien de l’activité et de ses 182 emplois.
Le conflit social prend une ampleur médiatique nationale, notamment durant l'élection présidentielle de 2012 lorsque le candidat François Hollande vient soutenir les salariés le 22 août 2011. Il participe à un meeting de soutien aux Fralib à Paris en février 2012.
Les salariés réclament la cession de la marque Éléphant et un accord de sous-traitance avec Unilever. En mai 2014, après l'annulation par trois fois de son plan social par la justice et 1 336 jours d'occupation de l'usine, un accord est trouvé avec Unilever, qui conserve la marque, mais cède les machines pour un euro et finance la création d'une société coopérative et participative (SCOP) : la Scop-TI.

### Relance sous forme de SCOP

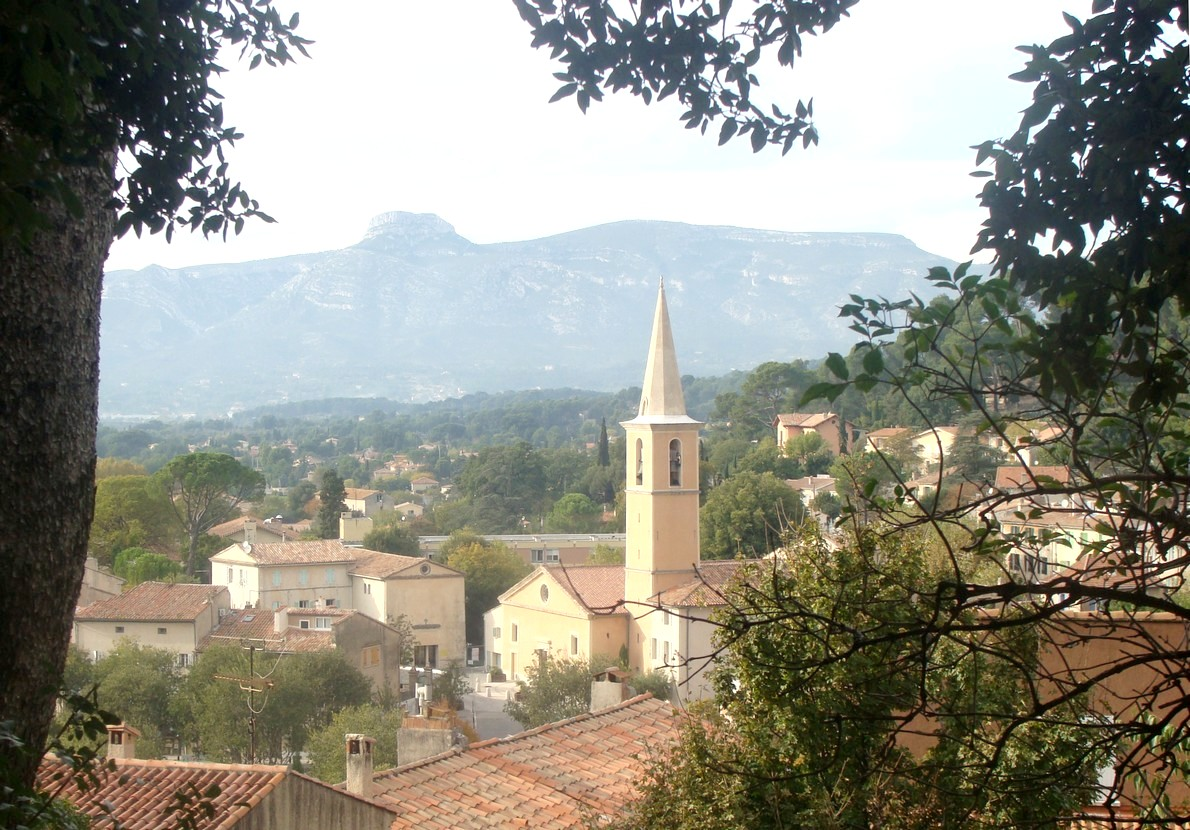
Le siège social est situé à Gémenos.

Sous la marque « 1336 », en référence au nombre de jours de lutte, la SCOP annonce la relance de l'usine avec 58 anciens salariés qui y investissent 177 000 euros tirés de leurs indemnités de licenciement. Il est décidé d'un salaire unique pour chaque catégorie d'employés. Unilever s’est engagé à verser 2,85 millions d’euros à la coopérative et à céder des machines dont la valeur comptable s’élève à 7 millions d’euros.
Le leader syndicaliste Olivier Leberquier devient directeur délégué de la Scop TI, alors que Gérard Cazorla en est président.
Le projet doit favoriser la relance de la production provençale de tilleul et autres plantes aromatiques en culture biologique. Par ailleurs, l'association Fraliberthé, dont l’adhésion est symboliquement de 13,36 € permet à des personnes qui ne sont pas coopérateurs de la SCOP de soutenir l'entreprise.
Devenu président de la République, François Hollande reçoit les représentants des salariés à l'Élysée, puis se rend sur le site en juin 2015.
Lors du lancement des premiers produits de la coopérative en grande surface, Martine Pinville, secrétaire d’État à l’économie sociale et solidaire, et le député Christophe Castaner, candidat socialiste aux régionales en région Provence-Alpes-Côte d’Azur se rendent à Gémenos en septembre 2015 en soutien aux salariés.

#### Résultats financiers
Les objectifs initiaux sont ambitieux, prévoyant pour 2015 une production globale de 250 tonnes, pour un chiffre d’affaires de 3,3 millions d’euros. A moyen-terme, l'objectif est d’arriver en 2018 à 640 tonnes et 9,6 millions d’euros de chiffre d’affaires en atteignant l'équilibre financier mi-2016.
Le démarrage s'avère cependant plus compliqué que prévu avec un chiffre d'affaires qui s'élève à seulement 460 000 € en 2015, et qui reste encore insuffisant en 2017 pour atteindre l'équilibre financier, prévu alors pour 2018. Un déficit mensuel de 100 000 € grève toujours la trésorerie initiale. Référencée dans la grande distribution par Auchan ou Carrefour, la marque reste absente d'autres enseignes comme Casino. Le carnet de commandes de la société est plein, mais le manque de trésorerie détermine les coopérateurs à lancer un appel aux dons pour passer le cap difficile entre production et rentrée des factures. La SCOP espère rentrer avec ces dons sous forme de financement participatif 700 000 €, elle a reçu un dixième de la somme en un mois. Les sommes réunies se montent à 227 000 € en janvier 2018, alors que les ventes ont progressé de 60 % en 2017 (dépassant l'objectif de 175 tonnes produites) laissant ainsi entrevoir l'équilibre financier fin 2018 avec une production prévue sur l'exercice autour de 400 tonnes.
En fin de compte ce sont 265 000 € qui sont collectés pour un équilibre financier prévu pour 2019. La société augmente sa gamme dans sa propre marque et lui ouvre un site de vente en ligne afin d'atteindre plus sûrement l'objectif d'équilibre financier 2018-2019.
Le chiffre d'affaires est en hausse continue de 2015 à 2020, année où il atteint 4,2 millions d'euros, permettant à l'entreprise de dégager un exercice annuel positif pour la première fois. Mais la crise sanitaire et la hausse des coûts de l'énergie et des matières premières entraînent une baisse continue de l'activité de 2021 à 2023, et en 2022 l'usine ne produit que 200 tonnes, tournant à 20% de ses capacités. La croissance revient en 2024 avec un chiffre d'affaires en hausse attendu à 4,5 millions d'euros, qui reste toutefois toujours inférieur de moitié à l'objectif initial fixé trois ans après le lancement. La fabrication pour les marques de distributeur pèse toujours 85% des volumes et 58% du chiffre d'affaires, incitant la société à continuer le développement de sa marque propre.

#### Marques 1336 et Scop-Ti

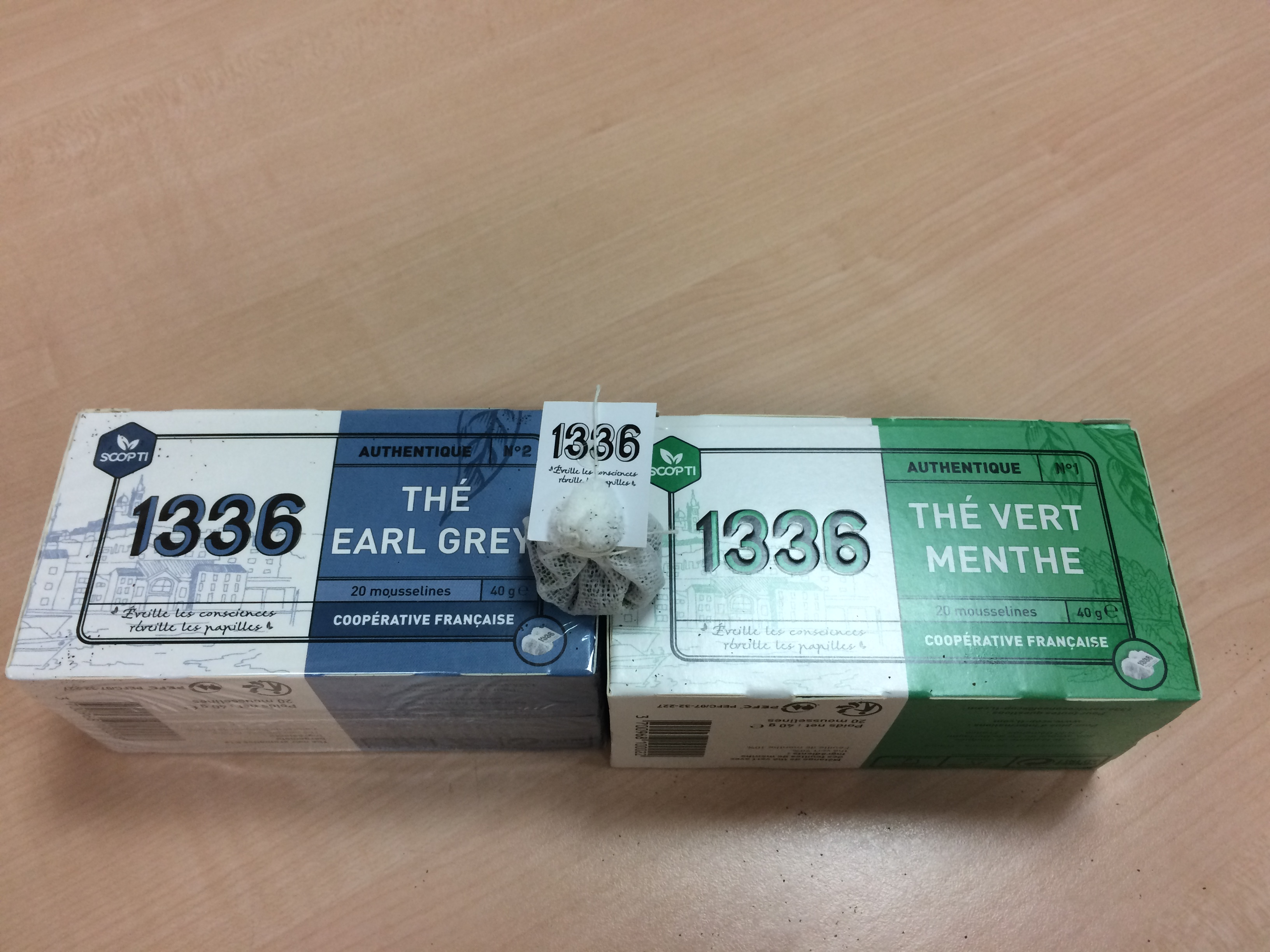
2 boîtes de thés 1336

La coopérative est soumise à un cahier des charges pour sa production sous marque distributeur qui assure un volume de commandes de 250 tonnes en 2016. Cependant, les salariés souhaitent une production aux arômes naturels entièrement bio sous leur propre marque. Ils choisissent le chiffre symbolique 1336 comme nom de cette marque de thé bio, infusions bio nature ou avec arômes 100 % naturels produits localement. Fin 2017, ces marques produisent une gamme de sept thés bio et dix-neuf infusions bio aux arômes 100 % naturels.

#### Relance de circuits courts de production
La coopérative favorise les circuits courts comme la relance de la filière tilleul à Buis-les-Baronnies dans la Drôme et lorsque des produits comme le thé ne sont pas disponibles en circuit court, elle pratique partenariat et commerce équitable avec vérification du respect environnemental et qualitatif. Sa propre marque est commercialisée uniquement en bio. Son process industriel est économe en eau,.
« À la fin des années 1980-1990, la cueillette annuelle de tilleul sur le territoire était de 400 à 500 tonnes. Aujourd’hui, elle est seulement de 10 à 15 tonnes alors que les tilleuls sont toujours là, mais ils ne sont plus cueillis ! Et c’est pareil pour la camomille, la verveine ou la mélisse » explique Olivier Leberquier en 2016. Les infusions de plantes aromatiques et médicinales sont donc produites d'abord avec des produits de pays voisins, seuls les produits Scop-Ti étant produits exclusivement avec des plantes locales jusqu'à épuisement des stocks.
Après la filière tilleul, la coopérative signe fin 2017 des partenariats avec d'autres sociétés coopératives, la Sicarappam (groupement auvergnat de producteurs de plantes) et la SCOP spécialisée dans le commerce équitable Ethiquable pour créer une filière de plantes sauvages pour vendre les tisanes Paysans d'ici.

## Film et théâtre
Le combat des Fralib est retranscrit dans le film 1336 jours, des hauts, débats, mais debout réalisé par Claude Hirsch et sorti au cinéma le 22 mars 2017. Il inspire le one-man-show 1336 (parole de Fralibs) de Philippe Durand, publié aux éditions D'ores et déjà. En 2019, Laura Coppens réalise un documentaire à propos de l'usine : Le Goût de l'espoir.